# سیارک ۹۵۴۱
سیارک ۹۵۴۱ (به انگلیسی: 9541 Magri، نامگذاری:1983CH) نه هزار و پانصد و چهل و یکمین سیارک کشف شده‌است که در ۱۱ فوریه ۱۹۸۳ کشف شد.
قدر مطلق سیارک برابر ۱۳٫۴۰ است.